# Oregon-Territorium

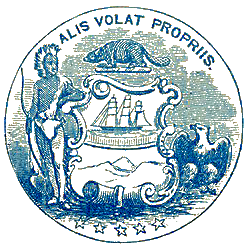
Siegel des Oregon-Gebiets (Oregon Territory) mit dem Motto Alis volat propriis: „Sie fliegt mit ihren eigenen Flügeln“.

Das Oregon-Territorium (englisch Oregon Territory) war ein historisches Gebiet im Nordwesten der heutigen Vereinigten Staaten. Es entstand durch Teilung des Oregon Country zwischen den Vereinigten Staaten und Großbritannien (bzw. Britisch-Nordamerika, dem heutigen Kanada). Diese Teilung erfolgte 1846 im Oregon-Vertrag, der die Grenze auf den 49. nördlichen Breitengrad festlegte und den Oregon Boundary Dispute zwischen den beiden Nationen beendete.
Das an die Vereinigten Staaten gefallene Gebiet wurde am 14. August 1848 durch ein Gesetz des Kongresses als Territorium (Territory) organisiert, d. h., es besaß zunächst nicht den Status eines Bundesstaates, da es zu dünn besiedelt und zu unerschlossen war, und unterstand direkt der Verwaltung durch die Bundesregierung. Die erste Hauptstadt des Gebietes war Oregon City und ab 1851 Salem. Flächenmäßig umfasste das Gebiet in etwa die heutigen US-Bundesstaaten Washington, Oregon, Idaho, sowie das westliche Montana und Wyoming.
1853 wurde das nördlich des Columbia Rivers gelegene Gebiet (weiter östlich folgte die Grenze dem 46. Breitengrad) abgetrennt und als Washington-Territorium neu organisiert.
Am 14. Februar 1859 wurde der neu gebildete Bundesstaat Oregon aus dem Territorium herausgelöst und in seinen heutigen Grenzen in die Union aufgenommen. Die verbliebenen Gebiete des Oregon-Territoriums wurden an das Washington-Territorium angegliedert. 
1861 und 1863 wurden die östlichen Teile des Washington-Territoriums an das Nebraska-Territorium bzw. Idaho-Territorium angegliedert.

1848: Oregon-Territorium bei seiner Gründung
1853: Oregon-Territorium Washington-Territorium
1859: Neu gebildeter Bundesstaat Oregon Washington-Territorium